# 仙人 (小説)
「仙人」は1916年（大正5年）8月に芥川龍之介によって書かれた短編小説。また、芥川の短編の中でも「犬と笛」、「白」、「杜子春」などと並んで、特に童話文学に分類される。

## あらすじ
大阪の町へ奉公に来た権助が口入れ屋に仙人になりたいと申し出たところ、ある狡猾な医者夫婦のところで給金１文無しの奉公を二十年間することになった。二十年経ち、仙術など知らない医者の女房は権助に「庭にある松に登って、両手を離さないと仙人にはなれない」と無理難題を押し付ける。ところが不思議なことに権助は木から落ちずに「おかげさまで仙人になれました」と言って空へ階段でも登るように一段ずつ登っていく。

## テレビドラマ
本作を原作とするテレビドラマが、1991年9月5日の『世にも奇妙な物語』（フジテレビ系列）で放送された。

## もう一つの「仙人」
芥川龍之介は「仙人」という表題の作品を大正４年（1915年）にも書いている。ただし、こちらの「仙人」では、人間の生活苦がテーマとなっており、児童文学としての趣はない。